# R-Ladies
R-Ladies est une organisation qui promeut la diversité des genres dans la communauté des utilisateurs du langage de programmation statistique R,. Elle est composée de groupes locaux affiliés à l'organisation de coordination mondiale R-Ladies Global.

## Histoire
Le 1er octobre 2012, Gabriela de Queiroz, une data scientist, fonde R-Ladies à San Francisco (États-Unis) après avoir participé à des initiatives gratuites similaires via Meetup. Au cours des quatre années suivantes, trois autres groupes démarrent : Taipei en 2014, Minneapolis (appelée « Twin Cities ») en 2015, et Londres en 2016. Les groupes sont indépendants jusqu'à la conférence useR! de 2016, lors de laquelle il est convenu de créer une organisation centrale de coordination. Cette année-là, Gabriela de Queiroz et Erin LeDell de R-Ladies San Francisco ; Chiin-Rui Tan, Alice Daish, Hannah Frick, Rachel Kirkham et Claudia Vitolo de R-Ladies Londres ; ainsi que Heather Turner s'unissent pour obtenir une subvention du Consortium R, auquel elles demandent un soutien pour l'expansion de l'organisation.
En septembre 2016, grâce à cette bourse, l'organisation R-Ladies Global est fondée et, en 2018, elle est déclarée « projet de haut niveau » par le Consortium R. En 2019, la communauté R-Ladies Global se compose de 178 groupes répartis dans 48 pays.
En 2021 R ladies collabore avec Judge Accountability Table (JAT) afin de mieux comprendre les tendances judiciaires à Philadelphie.

## Organisation
Les réunions R-Ladies sont organisées autour d'ateliers et de discussions, animés par des personnes qui s'identifient comme des femmes ou comme des minorités de genre (y compris mais sans s'y limiter, les femmes cis / trans, les hommes trans, non binaires, genderqueer, agender),. L'organisation est coordonnée mais décentralisée, et de nouveaux groupes peuvent être fondés par toute personne utilisant le « starter-kit » accessible au public.
Les groupes R-Ladies promeuvent une culture d'inclusion au sein de leurs événements et de leur communauté,,. En outre, les groupes promeuvent l'égalité des sexes et la diversité dans les conférences, et sur le lieu de travail,,, la collaboration entre les minorités de genre et l'analyse des données sur les femmes,. 
R-Ladies collabore également avec d'autres projets, tels que NASA Datanauts,,,.